# Phytomyptera bohemica
Phytomyptera bohemica là một loài ruồi trong họ Tachinidae.